# William Levada

William Levada (Long Beach, 15. lipnja 1936. – Rim, 26. rujna 2019 ), bio je američki kardinal i prefekt Kongregacije za nauk vjere od 2005. do 2012. kada nasljeđuje Josepha Ratzingera.

## Životopis
William Joseph Levada rodio se 15. lipnja 1936. u Long Beachu u saveznoj državi Kaliforniji. Portugalskog je podrijetla. Osnovnu školu je završio u istom gradu, a srednju školu i fakultet završava u Los Angelesu u Los Angeleskoj nadbiskupiji. Za svećenika ga je zaredio biskup Martin John O’Connor 20. prosinca 1961.
Godine 1983. papa Ivan Pavao II. ga je imenovao biskupom, a nakon što je Joseph Ratzinger postao papom imenovan je prefektom Kongregacije za nauk vjere, a tu dužnost je obavljao do 2012. godine, kada je tu dužnost preuzeo kardinal Gerhard Ludwig Müller